# Callimetopus tagalus
Callimetopus tagalus là một loài bọ cánh cứng trong họ Cerambycidae.